# Pedaria werneri
Pedaria werneri là một loài bọ cánh cứng trong họ Bọ hung (Scarabaeidae).